# Pierre Montenot
Pierre Montenot (ur. 1 listopada 1884, zm. 6 czerwca 1953) – francuski architekt, złoty medalista Olimpijskiego Konkursu Sztuki i Literatury 1932. 

## Życiorys
Był architektem w Paryżu, gdzie specjalizował się w budowaniu kamienic. Około 1930 roku jego współpracownikami zostali Pierre Bailly i Gustave Saacké. Razem utworzyli projekt budowy cyrku przeznaczonego do walk byków (fr. Cirque pour Toros), za który w 1932 roku otrzymali złoty medal w Olimpijskim Konkursie Sztuki i Literatury w kategorii projektów architektonicznych. Do konkursu architektury zgłosili jeszcze plany stadionu pływackiego i centrum promocji pływania (nie zdobyły wyróżnień).
Podczas Wystawy Kolonialnej 1931 w Paryżu, Montenot wraz z Baillym i Saacké byli odtwórcami domów Kanaków i Maorysów.